# Alexandr Vasiljevič Fedotov
Alexandr Vasiljevič Fedotov (rusky Александр Васильевич Федотов; 23. června 1932 Stalingrad – 4. dubna 1984, SSSR) byl sovětský testovací pilot, Hrdina Sovětského svazu (1966), Zasloužilý pilot SSSR (1969) a Zasloužilý trenér SSSR (1976), generálmajor letectva (1983) a pokořitel osmnácti leteckých světových rekordů.

## Život
V roce 1950 dokončil studium speciální letecké školy sovětských vojenských vzdušných sil ve Stalingradu a následně vstoupil do armády, po absolvování armavirské vojenské letecké školy v roce 1952 se stal leteckým instruktorem. V roce 1958 dokončil studium školy pro zkušební piloty a nastoupil do Mikojanovy konstrukční kanceláře, v níž se stal o čtyři roky později hlavním testovacím pilotem, v roce 1965 absolvoval Moskevský letecký institut.
V Mikojanově společnosti se podílel na testování řady stíhacích letounů, jako MiG-19, MiG-21, MiG-23, MiG-25, MiG-27, MiG-29, MiG-31 a jejich modifikací. Byl prvním sovětským testovacím pilotem, který dosáhl rychlosti Mach 3.
Ze světových rekordů drží dosud nepřekonaný výškový rekord 37 650 metrů pro pilotovaná letadla s proudovými motory, kterého dosáhl 31. srpna 1977 na experimentální stíhačce MiG-25M.
Zemřel 4. dubna 1984 při testování palivového systému letounu MiG-31 společně s navigátorem Valerijem Sergejevičem Zajcevem. Krátce po vzletu tohoto stíhače ohlásil Fedotov poruchu, když systém varování hlásil nízkou hladinu paliva v jedné z nádrží. V domnění, že letadlu uniká palivo, se rozhodl přistát. Byl to však falešný poplach a těžké letadlo s plnými nádržemi v prudkém manévru dosáhlo kritického úhlu náběhu a dostalo se do vývrtky. Při střemhlavém letu v nízké výšce se ani Fedotovovi, ani Zajcevovi nepodařilo úspěšně katapultovat. Pohřben je na hřbitově Bykovskoje ve městě Žukovskij v Moskevské oblasti.